# David Zdrilić
David Zdrilic (Sydney, 13 de Abril de 1974) é um ex-futebolista profissional australiano, que atuava como atacante.

## Carreira
David Zdrilic se profissionalizou no St George Saints, em 1993.
David Zdrilic jogou bastante pela Europa em clubes como Walsall FC na Inglaterra, Aberdeen FC na Escócia, FC Aarau na Suíça e SpVgg Unterhaching, SSV Ulm 1846 e Eintracht Trier na Alemanha antes de ter recentemente retornado à sua terra natal. Em 2001 fez 8 dos 31 gols da Austrália na histórica vitória sobre a Samoa Americana .

## Seleção
David Zdrilic integrou a Seleção Australiana de Futebol na Copa das Confederações de 2001 e 2005.

## Títulos
Austrália
- Copa das Nações da OFC: 2000 e 2004